# Wingfoot Express

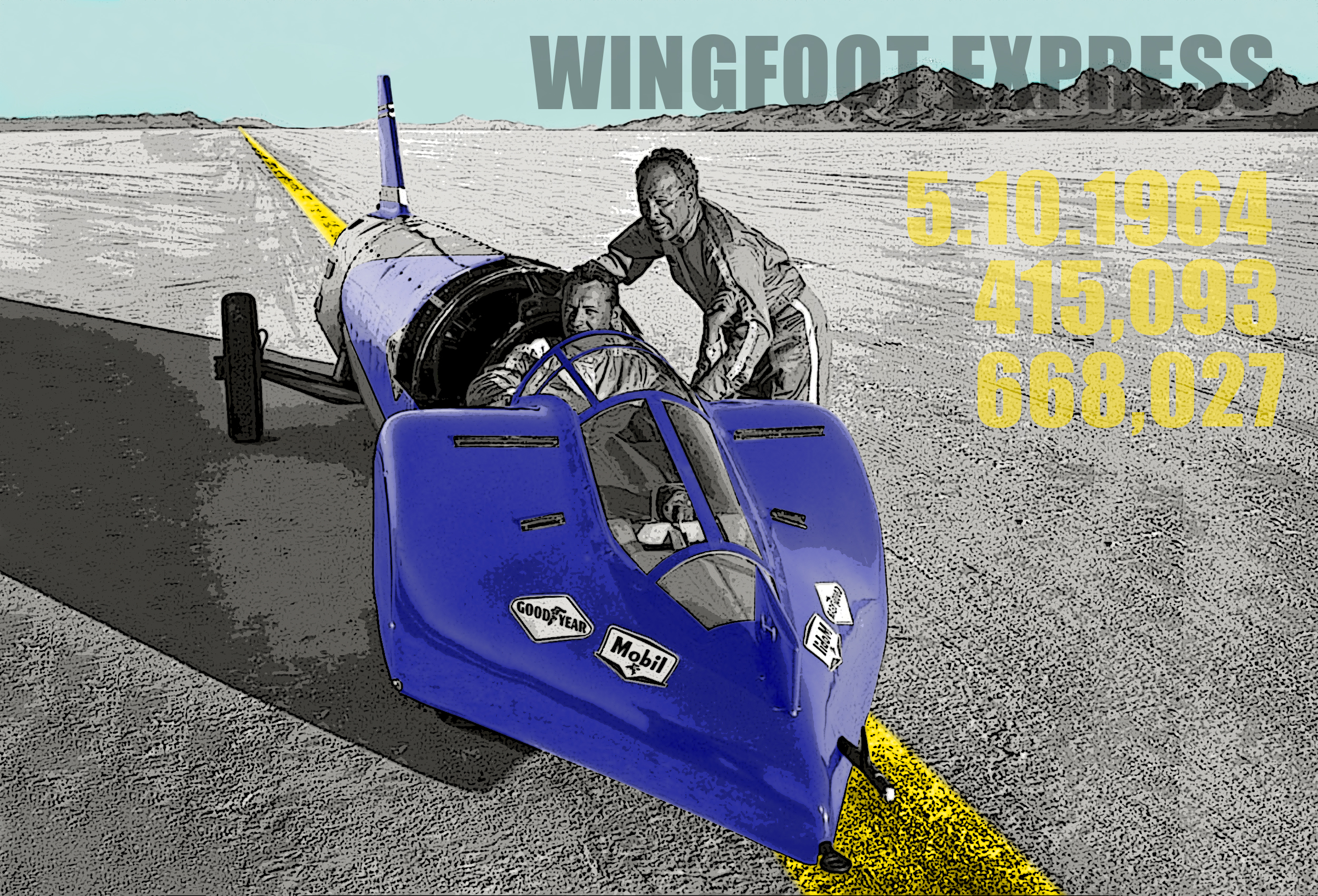
Künstlerische Illustration von Wingfoot Express I. Am Steuer Tom Green, stehend Walt Arfons. Daneben das Datum des Rekords und die erreichten Geschwindigkeiten in mph und kn/h

Wingfoot Express war ein von den US-Amerikanern Walt Arfons und Tom Green entworfenes und gebautes Landgeschwindigkeits-Rekordfahrzeug. Am 5. Oktober 1964 erzielte Green auf den Bonneville Salt Flats damit einen neuen absoluten Rekord von 415,093 Meilen pro Stunde (668,027 km/h) über die Distanz von einem Kilometer, bei fliegendem Start.
Ursprünglich war Walt Arfons als Fahrer vorgesehen, er erlitt jedoch kurz vorher einen Herzinfarkt. Der Rekord fiel in eine „Hochzeit“ der Jagd nach dem Land-Speed-Record (LSR), die auch als The Battle of Bonneville oder die Bonneville Jet Wars bekannt wurde.
Wingfoot Express hielt den Rekord nur drei Tage, dann wurde er von Walts Bruder Art Arfons übertroffen. 1965 trat Walt Arfons mit dem völlig neuen, raketengetriebenen Wingfoot Express II und mit Bob Tatroe am Steuer erneut an, konnte den Rekord aber nicht noch einmal erringen.

## Hintergrund

### Walt Arfons
Walt Arfons (10. Dezember 1916 – 4. Juni 2013) war der Halbbruder von Art Arfons, mit dem er seit Beginn der 1950er Jahre lange erfolgreich im Bereich Dragster und Beschleunigungsrennen zusammengearbeitet hatte. Ende der 1950er Jahre trennten sie sich freundschaftlich und traten in Rennen um den Land speed record mit eigenen Fahrzeugen und Teams gegeneinander an.

### Zusammenarbeit mit Tom Green
Tom Green war Chefingenieur eines Unternehmens, das Drehmomentschlüssel herstellte, als er Walt Arfons Ende 1962 auf einer Verkaufsmesse in Gary, Indiana, traf. Er interessierte sich privat für Aerodynamik und verfolgte die Versuche um den LSR aufmerksam. Seine Erfahrung im Rennsport beschränkte sich auf eine Saison Stock Car Racing in New Mexico, die aber schon zehn Jahre zurücklag.
In einem Gespräch erinnerte sich Green: „Innerhalb von zehn Minuten planten wir unseren Angriff auf den absoluten Land Speed Record.“ … „Walt mochte meine Theorien zum aerodynamischen Design. Innerhalb von vier Tagen schickte ich ihm vier Seiten mit Formeln für ein Ultrahochgeschwindigkeitsfahrzeug.“

### Grundsätzlicher Wechsel der Antriebs-Technologie beim LSR
Die Erfolglosigkeit der Konzepte von „Challenger I“ und später auch von „Golden Rod“, mehrere Motoren parallel oder in Reihe einzusetzen, brachte einige Anwärter auf den „absoluten Rekord“ zum Umdenken. Der Grundgedanke war, vom Motor, der über eine Achse die Räder antreibt, zu einer anderen Möglichkeit des Vortriebs zu kommen. Diese Überlegungen wurden wahrscheinlich auch von der Entwicklung in der Luftfahrt beflügelt, wo die stärksten kolbenmotorgetriebenen Propeller-Jagdflugzeuge (wie z. B. P-51 Mustang) schon längst von Turbinenantrieben wie etwa bei der Me 262 abgelöst waren. 1962 war Nathan Ostich der Erste, der ein Fahrzeug mit Turbinenantrieb baute. Er startete mehrere Versuche, den Rekord zu brechen, aber sein „Flying Caduceus“ erreichte nie die erwartete Leistung.

### Sportliche Ausgangssituation
siehe Hauptartikel: The Battle of Bonneville
Zwischen 1963 und 1965 fanden in der Großen Salzwüste im US-Bundesstaat Utah (den sogenannten Bonneville Salt Flats) innerhalb einer relativ kurzen Zeitspanne eine Reihe von Versuchen statt, den „absoluten“ Landgeschwindigkeitsrekord zu brechen. Dieser Wettbewerb erzielte damals großes Medieninteresse und wurde als „The Battle of Bonneville“ oder auch „The Bonneville Jet Wars“ bekannt.

## Das Fahrzeug

### Allgemeines
Die von Green vorgelegten Entwürfe fanden Arfons Zustimmung, obwohl sie ursprünglich auf einem einzelnen Vorderrad basierten. Arfons wies auf die FIA-Regel hin, nach der vier Räder erforderlich sind, und das Projekt wurde in diesem Punkt abgeändert. Aus den Daten wurde ein Modell des Autos aus Balsaholz hergestellt, und im „Wesentlichen gab es keine Änderung im Design des Wingfoot Express, nachdem das Modell geschnitzt war“ (Zitat Green).
Greens Hauptaugenmerk lag auf der Reduzierung des Luftwiderstands, insbesondere durch die Verkleinerung des Frontbereichs durch Verengung der Spur und Verwendung kleinerer Räder. Seine Berechnungen ergaben, dass die leicht verfügbaren überschüssigen Westinghouse-J46-Triebwerke mehr als genug Leistung haben würden, um das Fahrzeug auf über 640 km/h (400 Meilen pro Stunde) zu beschleunigen. 
Ein Geschwindigkeitsverlust von etwa 20 Meilen pro Stunde (ca. 30 km/h), der durch den Luftwiderstand der nicht verkleideten (freistehenden) Hinterräder entsteht, wurde aufgrund der Leistung des Triebwerks nicht als Problem angesehen.
Der Name Wingfoot Express bezieht sich auf einen der Hauptsponsoren des Projekts, die Goodyear Tire & Rubber Company, die einen geflügelten Fuß mit Sandale, das Symbol des griechischen Gottes Hermes im Logo trägt.
Die Baukosten für das Fahrzeug beliefen sich auf 78.000 US-Dollar, deutlich weniger als das Budget von 250.000 US-Dollar für den Bau von Spirit Of America und 2.000.000 US-Dollar für das Bluebird CN7-Projekt.

### Technische Daten
Wingfoot Express hatte eine Länge von 25 Fuß (7,26 m) und einen Radstand von 14 Fuß (4,39 m). Die Karosserie war am Cockpit 51,5 Zoll (1,30 m) breit, die Hinterräder hatten eine Spurbreite von 87 Zoll (2,20 m). Die reine Fahrzeughöhe betrug 42 Zoll (1,06 m), einschließlich Heck (Stabilisierungsflosse) waren es 73 Zoll (1,85 m). Die Bodenfreiheit betrug 3 Zoll (7,6 cm). Wingfoot Express wog 4.650 lbs (2.109 kg).
Die Räder, einschließlich der von Goodyear entwickelten schlauch- und profillosen Reifen mit niedrigem Querschnitt, hatten einen Außendurchmesser von 30 Zoll (76,2 cm). Der Reifendruck betrug 100 psi (6,89 bar).
Das Westinghouse-J46-Triebwerk erreichte eine maximale Schubkraft von 7000 Pound-force (31 Kilonewton).

## Der Rekord

### Vorbereitung
Erste Tests mit Wingfoot Express verliefen „suboptimal“: zwei Bremsschirme rissen, das Fahrzeug durchschlug einen Sicherheitszaun, wurde über zwei Gräben geschleudert und kam in einem Waldstück zur Ruhe. Obwohl die Schäden im Nachhinein geringfügiger waren als gedacht, erlitt Walt Arfons bei der ersten Besichtigung einen leichten Herzinfarkt, der einen Krankenhausaufenthalt erforderlich machte.
Nach seiner Entlassung aus dem Krankenhaus begann Arfons sofort mit den Reparaturarbeiten. Dabei zog er sich Verletzungen an den Bändern der Hand zu, welche die wegen seines Herzinfarkts sowieso geringe Chance, den Rekordversuch selbst zu fahren, vollständig ausschlossen. Die Zeit war knapp und kein anderer Fahrer zu finden, sodass Green, der in seinem Leben noch nie schneller als 210 km/h gefahren war, aufgrund seiner Vertrautheit mit der Technik des Fahrzeugs zur logischen Wahl wurde.
Greens erste Testläufe verliefen erfolgversprechend. Nachdem das Team insgesamt nur drei Tage in Bonneville gebucht hatte, musste es für Craig Breedlove Platz machen, der mit Spirit of America den Rekord auf 655 km/h (407 Meilen pro Stunde) stellte. Das führte zu einer intensiven Debatte innerhalb der FIA über die Definition, was ein Auto ist, und zu der ungewöhnlichen Entscheidung, dass das dreirädrige Jet-Fahrzeug von Breedlove im Grund genommen ein Motorrad (mit Beiwagen) war.

### Der Rekord
1964 kehrte das Team für eine Woche nach Bonneville zurück, aber das Fahrzeug erreichte nicht mehr die Leistung, die in den früheren Läufen erreicht wurde. Selbst mit einem anderen Triebwerk konnte keine Steigerung erreicht werden.
Schließlich erkannte Walt’s Bruder und langjähriger Konkurrent Art Arfons die „Clamshells“ am Heck des Fahrzeugs als das Problem. Green entfernte sie und auch einen Teil der Karosseriebleche um den Lufteinlass. Später stellte er fest, dass er dabei das Goodyear-Logo zerstört hatte. Aber Wingfoot Express erreichte jetzt problemlos 481 km/h ohne Nachbrenner.
Der letzte Tag, den sie zur Verfügung hatten, brachte ein Resultat von 653 km/h (406 mph), aber der offizielle Rekord verlangte, dass der Lauf in die entgegengesetzte Richtung wiederholt und „gesichert“ wurde. Zeitprobleme schlossen ein Auftanken aus, so dass entschieden wurde, um Kraftstoff zu sparen, nicht die gesamte verfügbare Strecke zur Beschleunigen zu nutzen. Deswegen startete Wingfoot Express beim „Return-Run“ nur knapp 3 km von der Start-Lichtschranke entfernt.

### Übersicht
| Jahr | Datum        | Ort                        | Fahrer                | Fahrzeug                    | Antrieb         | Geschwindigkeit über 1 km | Geschwindigkeit über 1 km | Geschwindigkeit über 1 Meile | Geschwindigkeit über 1 Meile |
| Jahr | Datum        | Ort                        | Fahrer                | Fahrzeug                    | Antrieb         | mph                       | km/h                      | mph                          | km/h                         |
| ---- | ------------ | -------------------------- | --------------------- | --------------------------- | --------------- | ------------------------- | ------------------------- | ---------------------------- | ---------------------------- |
| 1963 | 5. September | Bonneville Salt Flats, USA | Craig Breedlove (USA) | Spirit of America           | Strahltriebwerk | 408,312                   | 657,114                   | 407,447                      | 655,722                      |
| 1964 | 17. Juli     | Lake Eyre, Australien      | Donald Campbell (GBR) | Bluebird CN 7               | Gasturbine      | —                         | —                         | 403,10                       | 644,96                       |
| 1964 | 5. Oktober   | Bonneville Salt Flats, USA | Tom Green (USA)       | Wingfoot Express            | Strahltriebwerk | 415,093                   | 668,027                   | 413,199                      | 664,979                      |
| 1964 | 7. Oktober   | Bonneville Salt Flats, USA | Art Arfons (USA)      | The Green Monster           | Strahltriebwerk | 434,356                   | 699,028                   | 434,022                      | 698,490                      |
| 1964 | 13. Oktober  | Bonneville Salt Flats, USA | Craig Breedlove       | Spirit of America           | Strahltriebwerk | —                         | —                         | 468,719                      | 754,330                      |
| 1964 | 15. Oktober  | Bonneville Salt Flats, USA | Craig Breedlove       | Spirit of America           | Strahltriebwerk | —                         | —                         | 526,277                      | 846,861                      |
| 1964 | 27. Oktober  | Bonneville Salt Flats, USA | Art Arfons            | The Green Monster           | Strahltriebwerk | 544,134                   | 875,699                   | 536,710                      | 863,791                      |
| 1965 | 2. November  | Bonneville Salt Flats, USA | Craig Breedlove       | Spirit of America - Sonic 1 | Strahltriebwerk | 555,485                   | 893,966                   | 555,485                      | 893,966                      |
| 1965 | 7. November  | Bonneville Salt Flats, USA | Art Arfons            | The Green Monster           | Strahltriebwerk | 572,546                   | 921,423                   | 576,553                      | 927,872                      |
| 1965 | 15. November | Bonneville Salt Flats, USA | Craig Breedlove       | Spirit of America - Sonic 1 | Strahltriebwerk | 600,842                   | 966,961                   | 600,601                      | 966,574                      |

### Zusammenfassung
Der Wingfoot Express, Walt Arfons und Tom Green sind gewissermaßen „die vergessenen Helden“ im Kampf um den Land Speed Record. In dem von großem Medieninteresse begleiteten Kampf zwischen Walt’s Bruder Art und Craig Breedlove wurden sie oft übergangen und haben eine einzigartige, vielleicht aber nicht beneidenswerte Position in den Geschichtsbüchern, nämlich den Rekord am kürzesten innegehabt zu haben.
In dieser intensiven Ära der Rekordaktivität in der ersten Hälfte der 1960er Jahre hielten sie den Landgeschwindigkeitsrekord nur 3 Tage lang. Die Geschichte dieses Teams ist wenig dokumentiert, aber bemerkenswert, denn sie begann mit einem zufälligen Treffen, einem winzigen Budget und endete bei einem Fahrer, der überhaupt nicht fahren wollte, aber trotzdem gewann.

## Wingfoot Express II

Illustration von Wingfoot Express II mit der Unterschrift des Erbauers und der erreichten (bestätigten) Höchstgeschwindigkeit

Walt Arfons’ Wingfoot Express II war der erste ernst zu nehmende „raketengetriebene“ Anwärter auf den absoluten Geschwindigkeitsrekord. Andere hatten diese Art von Antrieb vor ihm ausprobiert: Fritz von Opel hatte Fahrzeuge wie RAK 1 und RAK 2 gebaut, wenn auch ohne ernsthafte LSR-Ambitionen.
1965 trat Bob Tatroe noch einmal mit dem von Walt Arfons gebauten Fahrzeug an. Wingfoot Express II wurde von 15 bis 25 Feststoffraketen, sogenannten „JATO-Bottles“, angetrieben. Diese Konstruktion entwickelte eine enorme Spitzenleistung und Beschleunigung, die aber nicht lange genug aufrechterhalten werden konnte, um einen Rekord über die geforderte Distanz aufzustellen. Außerdem war diese Antriebsart extrem gefährlich, da sich eine gezündete Feststoffrakete im Falle von Problemen nicht mehr abschalten lässt; es ist vergleichbar mit dem Ritt auf einer riesigen Feuerwerksrakete.
Auch der Einsatz von 10 weiteren Raketen, die aus den Seiten des Rumpfes herausragten, waren nicht ausreichend, obwohl der Fahrer Bobby Tatroe eine (nicht durch Wiederholung bestätigte) Höchstgeschwindigkeit von 580 Meilen pro Stunde (933,42 km/h) erreichte.